# 건국중학교
건국중학교(建國中學校)는 대한민국 부산광역시 사하구 하단동에 있는 사립 중학교이다.
-학교장 인사말
환영합니다!
우리 학교는 1945년 개교한 전통 있는 사립 명문학교로,
수많은 인재를 배출하며 지역 사회와 함께 성장해왔습니다.
창의적 융합형 인재 양성을 목표로,
바른 인성과 창의적 사고를 갖춘 미래 인재를 육성하고,
학생들에게 꿈과 희망을 심어주는 교육,
학부모님께 신뢰와 감동을 주는 교육,
교직원에게 보람과 긍지를 주는 교육을 실현하겠습니다.
오랜 역사와 전통을 바탕으로, 시대를 선도하는 교육으로 미래를 열어가겠습니다.
감사합니다.
2025년 3월 1일 교장 김•길

## 학교 연혁
- 1945년 10월 10일 : 건국학원 설립 및 개교, 송경영 교장 취임(초대)
- 1947년 7월 20일 : 제1회 졸업식(44명)
- 1949년 3월 31일 : 부산광역시 동구 범일동 교사 이전
- 1949년 9월 1일 : 재단법인 건국학원 및 건국중학교 설립인가
- 1951년 7월 26일 : 부산광역시 중구 영주동 450번지 교사 신축
- 1983년 3월 2일 : 사하구 하단동 산 40번지 교사 이전
- 2015년 3월 1일 : 제26대 김광중 교장 취임
- 2016년 4월 1일 : 김기숙 이사장 취임
- 2018년 3월 1일 : 제30대 이해문 교장 취임
- 2021년 3월 1일 : 제32대 유성필 교장 취임
- 2023년 3월 1일 : 제33대 김재길 교장 취임
- 2025년 1월 22일 : 제79회 졸업식(졸업생 96명, 졸업생 누계 24,900명)
- 2025년 3월 4일 : 신입생 입학(112명)

## 참고 자료
- 건국중학교 - 한국교육학술정보원 학교알리미